# Jores Okore
Jores Okore, född 11 augusti 1992 i Abidjan, är en ivoriansk-född dansk fotbollsspelare (mittback) som spelar för Changchun Yatai. Okore har även spelat för Danmarks U21-landslag och Danmarks seniorlandslag.
Okore är en duktig och aggressiv försvarare, som är lugn med bollen, har bra spelförståelse samt bra ledaregenskaper.

## Tidigt liv
Okore föddes i Abidjan, Elfenbenskusten och flyttade som treåring till Danmark med sin familj. Som åttaåring började han spela fotboll i B.93 i Østerbro distriktet av Köpenhamn. Han flyttade till FC Nordsjælland 2007, där han blev lagkapten i ungdomslaget.

## Seniorkarriär

### FC Nordsjælland
Okore fick spela ett handfull matcher i danska cupen och var med i det vinnande laget säsongen 2010–11. Han gjorde sin ligadebut mot AC Horsens den 3 april 2011, när han byttes in mot Michael Parkhurst. Han ersatte skadade Parkhurst resten av säsongen 2010-11 och spelade 11 matcher samt gjorde en assist. Jorés Okore skrev på ett fyraårskontrakt med den Farum-baserade klubben i juni 2011, och var en del av A-truppen säsongen 2011–12 med nya tränaren Kasper Hjulmand.
Den 18 september 2011 gjorde Okore sitt första mål för FC Nordsjælland, i en 2–0 ligavinst över Brøndby. Okore skrev på ett nytt kontrakt den 4 november vilket utökade hans kontrakt med FCN till i december 2016.

### Changchun Yatai
Den 25 februari 2021 värvades Okore av kinesiska Changchun Yatai, där han skrev på ett treårskontrakt.

## Landslagskarriär
Den 6 september 2011 gjorde Okore som 19-åring sin debut för Danmarks U21-landslag i en 3–0 vinst över Nordirland i kvalspelet till U21-EM 2013.
Den 6 november 2011, två månader efter sin debut i U21-landslaget, blev Okore uttagen i Danmarks seniorlandslag som ersättare för Simon Kjær till en vänskapsmatch mot Sverige den 11 november 2011. Han gjorde sin debut i den matchen när han i den 62:a minuten blev inbytt mot lagkamraten Andreas Bjelland. Okore var även med i nästa vänskapsmatch den 15 november 2011 mot Finland, där han spelade sin första match från start och sin andra A-landskamp.
Okore blev återigen uttagen i december 2011 inför Danmarks Thailand-turné i januari.
Den 24 maj 2012 meddelades det att Okore blivit uttagen i Danmarks trupp till EM i fotboll 2012 och de förberedande matcherna mot Brasilien och Australien.

## Karriärstatistik

### Klubblag
| Klubb              | Säsong             | Liga    | Liga | Cup     | Cup | Kontinentalt | Kontinentalt | Övrigt  | Övrigt | Totalt  | Totalt |
| Klubb              | Säsong             | Matcher | Mål  | Matcher | Mål | Matcher      | Mål          | Matcher | Mål    | Matcher | Mål    |
| ------------------ | ------------------ | ------- | ---- | ------- | --- | ------------ | ------------ | ------- | ------ | ------- | ------ |
| FC Nordsjælland    | 2009–10            | 0       | 0    | 1       | 0   | 0            | 0            | 0       | 0      | 1       | 0      |
| FC Nordsjælland    | 2010–11            | 11      | 0    | 4       | 0   | 0            | 0            | 0       | 0      | 15      | 0      |
| FC Nordsjælland    | 2011–12            | 25      | 1    | 3       | 0   | 2            | 0            | 0       | 0      | 30      | 1      |
| FC Nordsjælland    | 2012–13            | 29      | 4    | 0       | 0   | 5            | 0            | 0       | 0      | 34      | 4      |
| FC Nordsjælland    | Totalt             | 65      | 5    | 7       | 0   | 7            | 0            | 0       | 0      | 79      | 5      |
| Totalt i karriären | Totalt i karriären | 65      | 5    | 7       | 0   | 7            | 0            | 0       | 0      | 79      | 5      |

## Meriter

### Klubblag
- Danska cupen:
  - Vinnare: 2010–11
- Superligaen:
  - Vinnare: 2011–12